# Río Viejo 3.ª Sección
Río Viejo 3.ª Sección es una localidad del municipio de Centro ubicado en la subregión centro del estado mexicano de Tabasco.

## Geografía
La localidad de Río Viejo 3.ª Sección se sitúa en las coordenadas geográficas 17°55′20″N 93°00′58″O / 17.922222, -93.016111, a una elevación de 10 metro sobre el nivel del mar.

## Demografía
Según el Conteo de Población y Vivienda 2020, efectuado por el Instituto Nacional de Estadística y Geografía, la localidad de Río Viejo 3.ª Sección tiene 758 habitantes, de los cuales 382 son del sexo masculino y 376 del sexo femenino. Su tasa de fecundidad es de 2.05 hijos por mujer y tiene 211 viviendas particulares habitadas.
| Gráfica de evolución demográfica de Río Viejo 3.ª Sección entre 1970 y 2020 |
|                                                                             |
| INEGI.                                                                      |